# Mongolische Beachhandball-Nationalmannschaft der Männer
Die mongolische Beachhandball-Nationalmannschaft der Männer repräsentiert den mongolischen Handball-Verband als Auswahlmannschaft auf internationaler Ebene bei Länderspielen im Beachhandball gegen Mannschaften anderer nationaler Verbände.
Ein weibliches Pendant mit der Mongolischen Beachhandball-Nationalmannschaft der Frauen ist bislang ebenso wenig ins Leben gerufen worden wie eine Nachwuchs-Nationalmannschaft.

## Geschichte
Die Mongolei ist im Beachhandball eine vergleichsweise junge Nation. Bislang wurde nur einmal, für die Asian Beach Games 2012, eine Nationalmannschaft zusammengestellt, um beim bis heute mit 14 teilnehmenden Ländern größten kontinentalen Beachhandball-Turnier für Nationalmannschaften in Asien teilzunehmen. Die Mongolei belegte den 14. und damit letzten Rang.

## Teilnahmen
| World Games - 2001: nicht eingeladen - 2005: nicht eingeladen - 2009: nicht eingeladen - 2013: nicht qualifiziert - 2017: nicht qualifiziert - 2022: nicht qualifiziert World Beach Games - 2019: nicht qualifiziert - 2023: nicht qualifiziert | Weltmeisterschaften - 2004: keine Teilnahme - 2006: keine Teilnahme - 2008: keine Teilnahme - 2010: keine Teilnahme - 2012: keine Teilnahme - 2014: keine Teilnahme - 2016: nicht qualifiziert - 2018: nicht qualifiziert - 2020: nicht qualifiziert - 2022: keine Teilnahme | Asienmeisterschaften - 2004: keine Teilnahme - 2013: keine Teilnahme - 2015: keine Teilnahme - 2017: keine Teilnahme - 2019: keine Teilnahme - 2022: keine Teilnahme - 2023: keine Teilnahme | Asian Beach Games - 2008: keine Teilnahme - 2010: keine Teilnahme - 2012: 14. - 2014: keine Teilnahme - 2016: keine Teilnahme - 2023: |

- ABG 2019: Batsaikhan Baatarsuren • Baasantsoo Badamsed • Gantumur Bat-Erdene • Battuvshin Munkhbileg • Sunjidmaa Nyamdorj • Ganbold Ochirsukh • Yura Sainkhuu • Onon Sandag • Gotov Tsenguunbayar[2]

## Trainer
Cheftrainer
- 2012: Batdavaa Badrangui